# Leo Saffer
Leo Vincent Saffer (* 6. Juni 2000) ist ein deutscher Basketballspieler.

## Laufbahn
Saffer, dessen Eltern beide Basketball spielten, übte zunächst Fußball bei der SpVgg Reuth, Schwimmsport beim SSV Forchheim und Handball beim HC Forchheim aus. Er begann im Alter von 14 Jahren mit dem Basketball, spielte im Nachwuchsbereich der DJK Eggolsheim, wurde als Jugendlicher zeitweilig im Kleingruppentraining von Holger Geschwindner gefördert. Saffer wechselte nach zwei Jahren bei der DJK Eggolsheim ins Nachwuchsnetzwerk des Bundesligisten Brose Bamberg, spielte dort für die Regnitztal Baskets, dann in der Nachwuchs-Basketball-Bundesliga für den TSV Breitengüßbach und ab dem Spieljahr 2018/19 zusätzlich in der 2. Bundesliga ProA für den FC Baunach. Seinen ersten Einsatz in der zweithöchsten deutschen Spielklasse erhielt er am 22. September 2018 gegen die Hamburg Towers.
Zur Saison 2020/21 wechselte Saffer, der an der Otto-Friedrich-Universität Bamberg ein Studium im Fach Betriebswirtschaftslehre aufnahm, zu den Basketball Löwen Erfurt (2. Bundesliga ProB). 2021 schloss er sich dem Ligakonkurrenten SG Lützel-Post Koblenz an. 2023 gewann Saffer mit der Mannschaft den Meistertitel in der 2. Bundesliga ProB.
Im Sommer 2024 schloss er sich dem Zweitligisten Nürnberg Falcons BC an.

### Nationalmannschaft
Mit der deutschen A2-Nationalmannschaft erreichte er bei der Sommeruniversiade in Nordrhein-Westfalen den vierten Rang.